# Bucculatrix albedinella
Bucculatrix albedinella là một loài bướm đêm thuộc họ Bucculatricidae. Nó được tìm thấy ở hầu hết châu Âu (except Ireland và bán đảo Iberia).
Sải cánh dài 8–9 mm.
Ấu trùng ăn các loài Ulmus. Chúng ăn lá nơi chúng làm tổ. ==Tham khảo==